# Unidades inglesas de ingeniería
Algunos campos de la ingeniería en los Estados Unidos utilizan un sistema de medición de cantidades físicas conocido como las unidades de ingeniería en inglés. El sistema se basa en las unidades de medida habituales de los Estados Unidos. 

## Definición
Las unidades de Ingeniería en inglés son un conjunto de unidades consistentes utilizadas en los Estados Unidos. El conjunto está definido por las siguientes unidades, con una comparación con las unidades estándar basadas en el Sistema Internacional de Unidades. 
| Dimensión            | Unidad de ingeniería inglesa | Unidad SI           | Conversión aproximada [alfa inferior 1] |
| -------------------- | ---------------------------- | ------------------- | --------------------------------------- |
| tiempo               | segundo (s)                  | segundo (s)         | 1:1                                     |
| longitud             | pie (ft)                     | metro (m)           | 1 ft (0.30 m)                           |
| masa                 | libra de masa (lb)           | kilogramo (kg)      | 1 libra (0,5 kg)                        |
| fuerza               | libra fuerza (lbf)           | Newton (N)          | 1 lb (0.45 kg)                          |
| temperatura          | grados Fahrenheit (°F)       | grados Celsius (°C) | 1 °F (0.56 °C)                          |
| temperatura absoluta | grado Rankine (° R)          | Kelvin (K)          | 1 grado Rankine (0,6 K)                 |

Las unidades para otras cantidades físicas se derivan de este conjunto según sea necesario. 
En las unidades de ingeniería inglesas, la masa de libra y la fuerza de libra son unidades base distintas, y la segunda ley de movimiento de Newton toma la forma F = ma/gc, donde gc = 32.174 lb · ft /(lbf · s2). 
Un sistema similar, denominado como unidades de ingeniería británicas por Halliday y Resnick, era un sistema que usaba el slug como la unidad de masa, y en el que la ley de Newton conserva la forma F = ma. (La práctica de ingeniería británica moderna ha utilizado unidades base del SI desde finales de los años setenta).

## Etimología
El término unidades inglesas se refiere estrictamente al sistema utilizado en Inglaterra hasta 1826, cuando fue reemplazado por unidades imperiales (más rigurosamente definidas). Estados Unidos continuó utilizando las definiciones más antiguas hasta la Orden Mendenhall de 1893, que estableció las unidades tradicionales de los Estados Unidos. Sin embargo, el término "unidades inglesas" persistió en el habla común y se adaptó como "unidades de ingeniería inglesas", pero estas se basan en unidades tradicionales de los Estados Unidos en lugar del sistema inglés anterior a 1826. 